# جيني أوينز
جيني أوينز (1 يونيو 1963 - ) (بالإنجليزية: Jenny Owens)‏ هي لاعبة كريكت أسترالية. شاركت مع منتخب أستراليا الوطني للكريكت. أما مع النوادي، فقد لعبت مع Western Australia women's cricket team ‏.

## وصلات خارجية
- جيني أوينز على موقع إي آس بي آن كريك إنفو (الإنجليزية)